# Coniopteryx (Xeroconiopteryx) texana
Coniopteryx (Xeroconiopteryx) texana is een insect uit de familie van de dwerggaasvliegen (Coniopterygidae), die tot de orde netvleugeligen (Neuroptera) behoort. 
Coniopteryx (Xeroconiopteryx) texana is voor het eerst wetenschappelijk beschreven door Meinander in 1972.